# Почему ты не играешь в аду?
«Почему ты не играешь в аду?» (Why Don't You Play in Hell? (яп. 地獄でなぜ悪い Jigoku de naze warui)) — японский боевик 2013 года от режиссёра и сценариста Сиона Соно. Премьера состоялась на 70-м Венецианском кинофестивале. В 2013 году картина получила зрительский приз в категории «Полуночное безумие» на кинофестивале в Торонто.

## Описание
Режиссёр Соно описывает фильм как «боевик, признающийся в любви 35 миллиметрам». Сценарий для картины он написал ещё в 1998 году. Соно специализируется на архтаусе, «Почему ты не играешь в аду» стал его первым фильмом в мейнстриме.

## Сюжет
Главный герой — Хирота — мечтает стать режиссёром. Вместе со своими друзьями, двумя операторами и уличным хулиганом Сасаки, которому Хирота прочит славу японского Брюса Ли, они создают команду Fuck Bombers и собираются снять великий фильм. Пролетают десять лет, но они так и не могут пробиться к славе, пока к ним случайно не обращается подобранный дочерью главы клана якудза неудачник, которого убьют, если он не поможет снять за 10 дней фильм с ней в главной роли.

## Оценки критиков
Колумнист издания The Wrap охарактеризовал картину как «кровавую валентинку для киноискусства», динамику которой задаёт абсолютное безумие сюжета и персонажей, и оторваться от которой невозможно. По мнению критика Марка Савлова, Соно удаётся в продолжительном хронометраже в 129 минут не затянуть действие, при этом раскрыв характеры героев и показав даже сквозь жестокость и реки крови красоту настоящей любви и преданности своему делу. Он сравнивает фильм Соно с «Весной священной» Игоря Стравинского как шедевр, понять который смогут не все.
Критик The New York Post Кайл Смит оценил фильм на 2 из 5 баллов, осуждая многочисленные режиссёрские «приёмы из 90-х» и «бесстыдные отсылки к Тарантино». Николас Рапольд из The New York Times критикует картину за аляповатость и хаотичное нагрмождение сцен, сделанных только ради подводки к кровавому финалу.